# Thornton Wilder

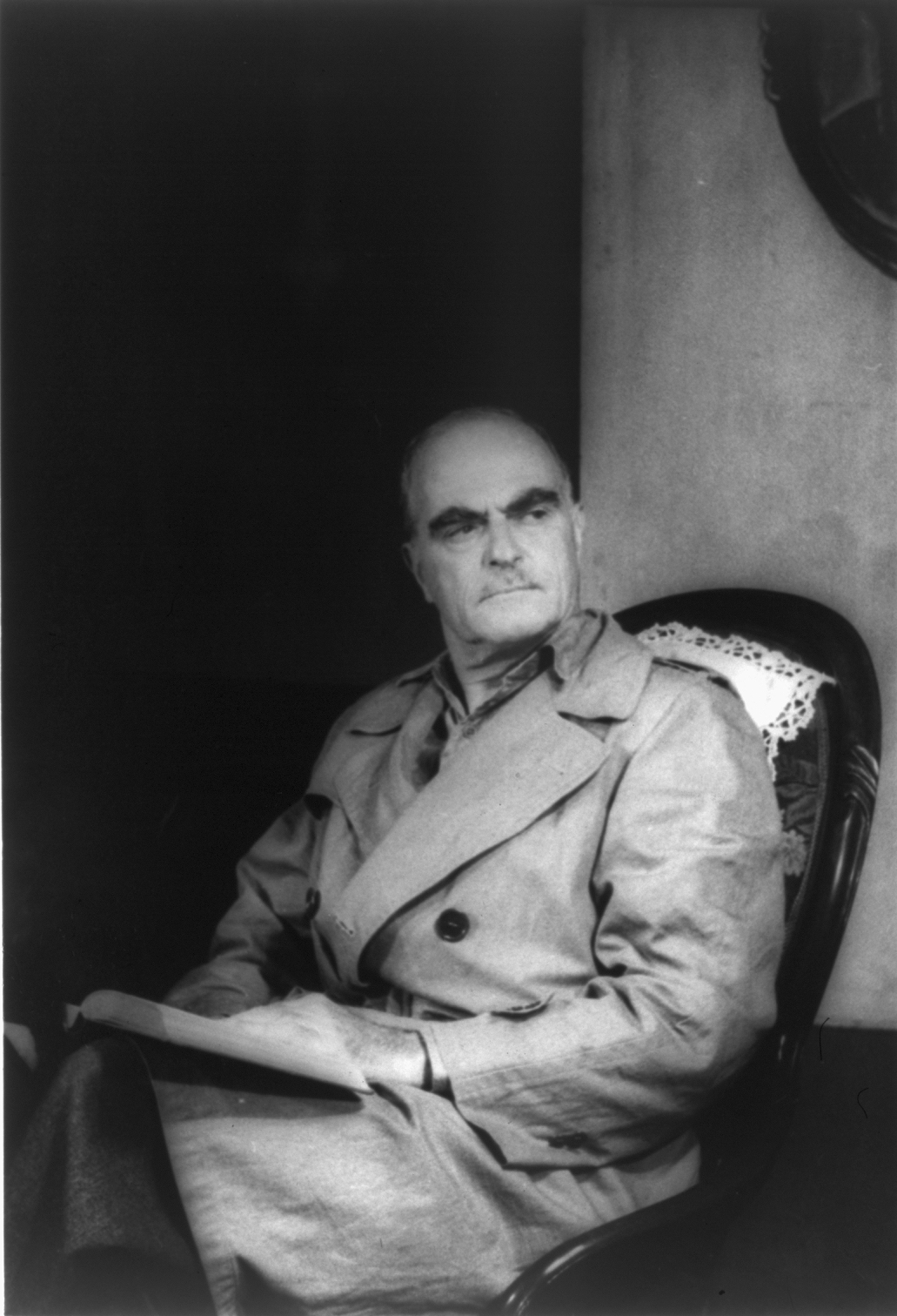
Thornton Wilder als Mr. Antrobus in The Skin of Our Teeth. Fotografie von Carl van Vechten, 1948

Thornton Niven Wilder (* 17. April 1897 in Madison, Wisconsin; † 7. Dezember 1975 in Hamden, Connecticut) war ein US-amerikanischer Schriftsteller. Er gewann drei Pulitzer-Preise – für seinen Roman Die Brücke von San Luis Rey sowie die Theaterstücke Unsere kleine Stadt und Wir sind noch einmal davongekommen – und außerdem den National Book Award für den Roman Der achte Schöpfungstag.

## Leben

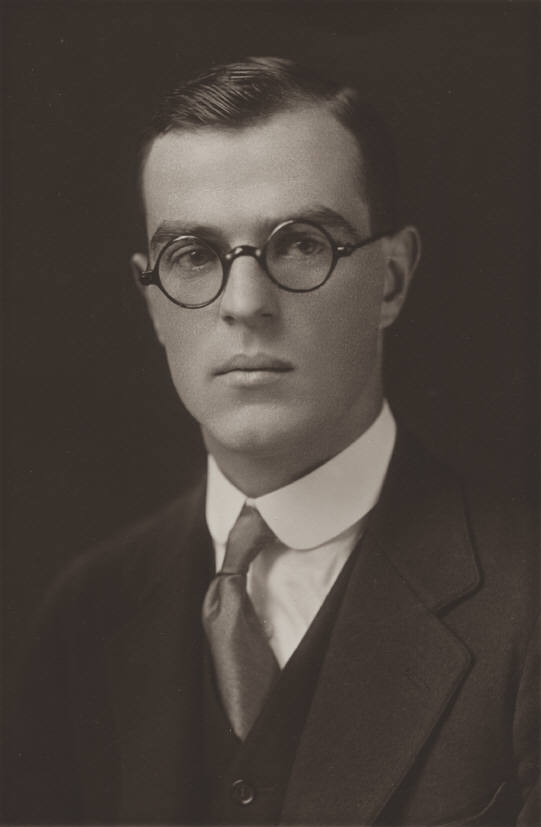
Wilder als Student am Yale College, 1920

Thornton Wilder war der Sohn des Zeitungsverlegers Amos Parker Wilder und dessen Ehefrau Isabella Thornton Niven, einer Pastorentochter. 1906 wurde sein Vater – er war ein strenggläubiger Calvinist – als amerikanischer Generalkonsul nach Hongkong und später nach Shanghai berufen. Wilder verbrachte daher einen Teil seiner Kindheit in China, wo er eine englische (1911) und eine deutsche Missionsschule (1912) besuchte.
Er begann Theaterstücke zu schreiben, als er Schüler an der renommierten Thacher School in Ojai (Kalifornien) war, wohin er nicht recht passte, so dass er von seinen Mitschülern als überintellektuell gehänselt wurde. Einer seiner Klassenkameraden sagte später über ihn: „Wir ließen ihn alleine, ganz einfach alleine. Und er zog sich dann in die Bibliothek, seinen Zufluchtsort, zurück und lernte, sich von Demütigung und Indifferenz fernzuhalten.“
1915 beendete Wilder seine Schulzeit an der Berkeley High School in Kalifornien. Von 1915 bis 1917 studierte er neuere Sprachen am Oberlin College in Ohio und ging dann 1918 an die Yale University. Er meldete sich während des Ersten Weltkrieges freiwillig zum Kriegsdienst und diente acht Monate bei einer Artillerieeinheit der amerikanischen Küstenwache. An der Yale University erwarb er 1920 den Bachelor of Arts und veröffentlichte sein erstes Drama The Trumpet Shall Sound in der Universitätszeitschrift.
Von 1920 bis 1921 besuchte er die American Academy in Rome. Anschließend war er zwei Jahre lang als Französischlehrer an der Lawrenceville School in New Jersey tätig. 1925 erhielt er an der Princeton University den akademischen Grad eines Master of Arts in Französisch. Ein Jahr später wurde sein erster Roman, The Cabala, veröffentlicht, dessen Niederschrift er bereits in Rom begonnen hatte. Kommerziell erfolgreich und weithin bekannt wurde Wilder 1927 mit dem Roman The Bridge of San Luis Rey, der ihm zudem 1928 den ersten Pulitzer-Preis einbrachte und mehrfach verfilmt wurde, so beispielsweise 1929, 1944 und 2004. 1928 wurde er in die American Academy of Arts and Letters gewählt.
1931 veröffentlichte Wilder unter dem Titel The Long Christmas Dinner eine Sammlung von Einaktern; das Titelstück wurde später von Paul Hindemith vertont. Während dieser Jahre lehrte Wilder vergleichende Literaturwissenschaft an der University of Chicago.
Seinen zweiten Pulitzer-Preis erhielt Wilder 1938 für das abendfüllende Stück Our Town, einen später verfilmten und bis heute gerne gespielten Dreiakter, der in der fiktiven Kleinstadt Grover’s Corners in New Hampshire spielt. Our Town ist das bekannteste Beispiel für Wilders besondere dramatische Technik, die mit einem Erzähler, dem so genannten „Spielleiter“ arbeitet, der gewissermaßen die Rolle des antiken Chors bzw. der Mauerschau (auch Teichoskopie, griech. Teichoskopia) übernimmt und durch eine minimale Ausstattung der Bühne die Universalität menschlicher Erfahrungen zu unterstreichen versucht.
Den dritten Pulitzer-Preis erhielt Wilder für sein Stück The Skin of Our Teeth (dt.: Wir sind noch einmal davongekommen). Es wurde 1943 mit Fredric March und Tallulah Bankhead in den Hauptrollen uraufgeführt. Die Themen entsprechen denen vieler anderer Werke Wilders: Krieg, Seuchen, ökonomische Depression und Feuer als existenzielle Erfahrungen des Menschen. Indem die Grenzen von Zeit und Raum ignoriert werden, reichen vier Charaktere und drei Akte aus, um die Geschichte der Menschheit aufzurollen. Dabei bekundet Wilder allerdings im Unterschied zu zahlreichen anderen Autoren dieser Zeit, die in ihren Werken den Nihilismus und die Absurdität des menschlichen Daseins betonten, „einen erstaunlichen Optimismus und eine nahezu unbekümmerte Bejahung des Lebens“, wie sie im Abendland in dieser Form kaum mehr anzutreffen war.
Während des Zweiten Weltkriegs meldete sich Wilder erneut freiwillig zum Kriegsdienst und gehörte zwischen 1942 und 1945 einem amerikanischen Luftwaffenstab in Afrika und Italien an. Er wurde zum Lieutenant Colonel in den U.S. Army Air Forces Intelligence befördert.
Er übersetzte Stücke von André Obey und Jean-Paul Sartre. Von 1950 bis 1951 war er Professor of Poetry an der Harvard University und leitete 1952 die amerikanische Delegation der UNESCO-Konferenz in Venedig.
Wilder war nie verheiratet und lebte seine Homosexualität nur versteckt aus. Insgesamt schrieb Wilder sieben Erzählungen, drei größere Theaterstücke, zahlreiche Einakter sowie eine Vielzahl kleinerer Werke wie Essays, „Dreiminutenspiele“ und wissenschaftliche Artikel; 1957 erhielt er den Friedenspreis des Deutschen Buchhandels und 1959 das Österreichische Ehrenzeichen für Wissenschaft und Kunst. Ebenfalls 1959 erhielt er die Goetheplakette der Stadt Frankfurt am Main. Seine letzte Erzählung, Theophilus North, erschien 1973. Wilder starb am 7. Dezember 1975 in Hamden (Connecticut). Dort ist er auf dem Mount Carmel Cemetery begraben.

## Werke

### Romane
- 1926: The Cabala. Albert & Charles Boni, New York.
  - Deutsche Ausgabe: Die Cabala. Aus dem amerikanischen Englisch übersetzt von Herberth E. Herlitschka. Verlag E.P. Tal & Co, Wien 1929.
- 1927: The Bridge of San Luis Rey. Mit Illustrationen von Amy Drevenstedt. Albert & Charles Boni, New York.
  - Deutsche Ausgabe: Die Brücke von San Luis Rey. 1929.
  - Neuübersetzung: Die Brücke von San Luis Rey. Aus dem amerikanischen Englisch übersetzt von Brigitte Jakobeit. Mit einem Nachwort von Patrick Roth. Arche, Zürich 2014, ISBN 978-3-7160-2721-9.
- 1930: The Woman of Andros.
  - Deutsche Ausgabe: Die Frau aus Andros. 1931.
- 1935: Heaven’s My Destination.
  - Deutsche Ausgabe: Dem Himmel bin ich auserkoren. Aus dem amerikanischen Englisch übersetzt von Herberth E. Herlitschka. Fischer, Frankfurt am Main 1951.
- 1948: The Ides of March.
  - Deutsche Ausgabe: Die Iden des März. Aus dem amerikanischen Englisch übersetzt von Herberth E. Herlitschka. Suhrkamp, Frankfurt am Main 1949.
- 1967: The Eighth Day.
  - Deutsche Ausgabe: Der achte Schöpfungstag. Aus dem amerikanischen Englisch übersetzt von Herberth und Marlys Herlitschka. Fischer, Frankfurt am Main 1968.
- 1973: Theophilus North.
  - Deutsche Ausgabe: Theophilus North oder Ein Heiliger wider Willen. Ins Deutsche übertragen von Hans Sahl, Frankfurt am Main 1974.

### Drehbücher
- 1934: We Live Again (ohne Nennung)
- 1940: Unsere kleine Stadt (Our Town) (Drehbuch und Vorlage)
- 1943: Im Schatten des Zweifels (Shadow of a Doubt)

### Theaterstücke
- The Trumpet Shall Sound (1926)
- The Angel That Troubled Waters and Other Plays (1928, Dreiminutenspiele für drei Personen)
- The Long Christmas Dinner and Other Plays in One Act (1931, Königinnen von Frankreich, dt. 1964) 
Diese Sammlung umfasst folgende Einakter:
  - The Long Christmas Dinner
  - Queens of France
  - Pullman Car Hiawatha
  - Love and How to Cure It
  - Such Things Happen Only in Books
  - The Happy Journey to Trenton and Camden
- Our Town (1938, Unsere kleine Stadt, dt. 1945)
- The Merchant of Yonkers (1938)
- The Skin of Our Teeth (1943, Wir sind noch einmal davongekommen, dt. 1944)
- The Matchmaker (1954)
- The Alcestiad, or, A Life in the Sun (1955, Alkestiade dt. 1955, 1962 auch als Oper in der Vertonung von Louise Talma mit dem von Wilder selbst verfassten Libretto in Frankfurt am Main uraufgeführt)
- Childhood (1960)
- Infancy (1960)
- Plays for Bleeker Street (1962)

Kompliziert ist die Geschichte der Komödie The Merchant of Yonkers (1938): Das Stück basiert auf Johann Nestroys Komödie Einen Jux will er sich machen (1842), die von Wilder 1954 –, stark überarbeitet –, als The Matchmaker wiederveröffentlicht wurde. Der Text diente wiederum als Vorlage für das Musical Hello, Dolly! Die ursprüngliche Quelle aller dieser Werke war der Einakter A Day Well Spent von John Oxenford (Uraufführung am 4. April 1834).

## Auszeichnungen
- 1927: Pulitzer-Preis für den Roman The Bridge of San Luis Rey
- 1936: Pulitzer-Preis für das Theaterstück Our Town
- 1942: Pulitzer-Preis für das Schauspiel The Skin of Our Teeth
- 1957: Friedenspreis des Deutschen Buchhandels
- 1957: Ehrendoktorwürde der Johann Wolfgang Goethe-Universität Frankfurt am Main
- 1957: Verleihung des Ordens der Friedensklasse Pour le Mérite durch den deutschen Bundespräsidenten[13]
- 1968: National Book Award für den 1967 in den USA veröffentlichten Roman Der achte Schöpfungstag.

### Bibliographien
- Richard H. Goldstone, Gary Anderson: Thornton Wilder. An Annotated Bibliography of Works, by and about Thornton Wilder. (= AMS studies in modern literature, 7). AMS Press, New York, NY 1982, ISBN 0-404-18046-9.
- Christoph Trilse: Thornton Niven Wilder – Lebensdaten und Werk. In: Thornton Wilder: Stücke. Verlag Volk und Welt, Berlin 1978, S. 431–434.
- Claudette Walsh: Thornton Wilder. A Reference Guide, 1926–1990. Hall u. a., New York, NY 1993, ISBN 0-8161-8790-8.

### Allgemeine Titel
- Heinz Beckmann: Thornton Wilder. Friedrich Verlag, Velber 1966, 2. Auflage 1971 (Friedrichs Dramatiker des Welttheaters, 16), Lizenzausgabe dtv Verlagsgesellschaft, München 1976
- Martin Blank (Hrsg.): Critical Essays on Thornton Wilder. Hall u. a., New York, NY 1996, ISBN 0-7838-0020-7.
- David Castronovo: Thornton Wilder. Ungar, New York, NY 1986, ISBN 0-8044-2119-6.
- Ruth Fichtner: Elemente außeramerikanischer Kulturkreise in Wilders Werk. Ladewig, Birkach, ISBN 3-88924-016-X, (Ladewig-Forschung aktuell, Reihe 1, Literaturwissenschaft. 1).
- Richard H. Goldstone: Thornton Wilder. Interview. In: Wie sie schreiben. Sechzehn Interviews. Herausgegeben und eingeleitet von Malcolm Cowley. Aus dem amerikanischen Englisch übersetzt von Wilhelm Borgers und Günther Steinbrinker. Rowohlt, Reinbek bei Hamburg 1963, S. 101–119.
- Erwin Häberle: Das szenische Werk Thornton Wilders. Winter, Heidelberg 1967 (Jahrbuch für Amerikastudien. Beiheft 24).
- Gilbert A. Harrison: The Enthusiast. A Life of Thornton Wilder. Ticknor & Fields, New Haven, Conn. 1983, ISBN 0-89919-197-5.
- Paul Lifton: „Vast Encyclopedia“. The Theatre of Thornton Wilder. Greenwood Press, Westport, Conn. u. a. 1995, ISBN 0-313-29356-2 (Contributions in drama and theatre studies, 61)
- Siegfried Melchinger: Nachwort. In: Amerikanisches Theater. 4 Theaterstücke. Büchergilde Gutenberg, Frankfurt am Main 1963, S. 416–424.
- Holger Naatz: Thornton Wilder als Dramatiker. Analyse der deutschsprachigen Literaturkritik zwischen 1970–1982. Müller Botermann, Köln 1986, ISBN 3-924361-15-0.
- Manfred Nimax: Jederzeit und allerorts. Universalität im Werk von Thornton Wilder. Haag & Herchen, Frankfurt am Main 1983, ISBN 3-88129-645-X.
- Horst Oppel: Thornton Wilder in Deutschland. Wirkung und Wertung seines Werkes im deutschen Sprachraum. Akad. der Wiss. und der Literatur u. a., Mainz 1977, ISBN 3-515-02611-8, (Akademie der Wissenschaften und der Literatur: Abhandlungen der Klasse der Literatur. 1976/77, 3)
- Helmut Papajewski: Thornton Wilder. Athenäum, Frankfurt am Main 1961.
- Karl Heinz Ruppel: Thornton Wilder. In: Siegfried Kienzle, Otto C. A. zur Nedden (Hrsg.): Reclams Schauspielführer. Achtzehnte Auflage. Philipp Reclam jun., Stuttgart 1990, S. 750–752.
- Hermann Stresau: Thornton Wilder. Colloquium, Berlin 1963 (Köpfe des XX. Jahrhunderts, 30)
- Amos N. Wilder: Thornton Wilder and his Public. Fortress Press, Philadelphia 1980, ISBN 0-8006-0636-1.
- Penelope Niven: Thornton Wilder : a life. Harper, New York 2012, ISBN 978-0-06-083136-3.

### Komparative Titel
- Claus Clüver: Thornton Wilder und André Obey. Untersuchungen zum modernen epischen Theater. (= Abhandlungen zur Kunst-, Musik- und Literaturwissenschaft, 174). Bouvier, Bonn 1978, ISBN 3-416-01059-0.
- Rudolf Halbritter: Konzeptionsformen des modernen angloamerikanischen Kurzdramas. Dargestellt an Stücken von W. B. Yeats, Th. Wilder und Harold Pinter. (= Palaestra, 263). Vandenhoeck & Ruprecht, Göttingen 1975, ISBN 3-525-20532-5.
- Ortwin Kuhn: Mythos, Neuplatonismus, Mystik. Studien zur Gestaltung des Alkestisstoffes bei Hugo von Hofmannsthal, T. S. Eliot und Thornton Wilder. (= Das wissenschaftliche Taschenbuch, Abt. Geisteswissenschaften, 7). Goldmann, München 1972, ISBN 3-442-80007-2.
- Christoph Trilse: Thornton Wilders „revolutionäre“ Dramaturgie und „evolutionäre“ Weltsicht. Nachwort. In: Thornton Wilder: Stücke. Verlag Volk und Welt, Berlin 1978, S. 410–430.